# والری گوون
والری گوون (فرانسوی: Valérie Gauvin‎؛ زادهٔ ۱ ژوئن ۱۹۹۶) بازیکن فوتبال اهل فرانسه است.
از باشگاه‌هایی که در آن بازی کرده‌است می‌توان به باشگاه فوتبال زنان مون‌پلیه اشاره کرد.
وی همچنین در تیم‌های ملی فوتبال زیر ۱۶ سال زنان فرانسه، زیر ۱۷ سال زنان فرانسه، زیر ۲۰ سال زنان فرانسه، و زنان فرانسه بازی کرده‌است.
وی در مسابقات کشوری و بین‌المللی در مجموع برندهٔ ۱ مدال طلا شده‌است.